# Carla White
Carla Ruth White (Oakland, 15 september 1951 – New York, 9 mei 2007) was een Amerikaanse jazzzangeres.

## Biografie
White groeide op in Bellport in een muzikaal gezin (haar vader speelde trompet). Ze werd vroegtijdig door haar ouders muzikaal aangemoedigd. Al tijdens de middelbareschooltijd trad ze op als zangeres en actrice. In New York begon ze dan jazzdans te studeren en bezocht ze van 1969 tot 1971 de Webber Douglas Academy of Dramatic Art in Londen. Na haar terugkeer uit Europa nam ze vier jaar privéles bij Lennie Tristano om zich daarna te laten onderrichten door Warne Marsh (1978-1981) en Don Sebesky (1987).
Vanaf eind jaren 1970 begon ze te werken met de trompettist Manny Duran. Beiden namen met een samen tot 1985 geleidde band op voor Stash Records (Andruline, 1983). Daarna leidde ze haar eigen trio en nam ze onder haar eigen naam op voor Milestone Records, Evidence Records en DIW Records. Vanaf midden jaren 1980 werd ze in de vakbladen als opmerkelijk talent gewaardeerd. Ze trad toenemend op in de grote jazzclubs van New York en zelfs in de Carnegie Hall, ze presenteerde zich op verschillende festivals in Noord-Amerika en Trinidad en toerde door Mexico, Japan en Europa, waar ze vooral in Scandinavië waardering kreeg.
Op het door de critici geprezen DIW-album The Sweetest Sounds werd Carla White begeleid door de pianist Peter Madsen, de bassist Dean Johnson, de percussionist Steve Berrios en bij enkele nummers door Lew Tabackin op de tenorsaxofoon. Bij haar laatste album, dat ontstond in september 2001, werkte de zangeres samen met John Hart, Dean Johnson, Matt Wilson en als gast Claudio Roditi.

## Overlijden
Carla White overleed in mei 2007 op 55-jarige leeftijd aan de gevolgen van kanker.

## Discografie
- 1985: Orient Express (Milestone)
- 1988: Mood Swings (Milestone) met Joshua Breakstone, Lew Tabakin
- 1991: Listen Here (Evidence Records)
- 1996: Live at Vartan Jazz (Vartan) met Harvie Swartz, Joe LaBarbera
- 1996: The Sweetest Sounds (DIW, ed. 2000)
- 2001: A Voice in the Night (Bright Moon, ed. 2006)